# Coranismo
Coranismo (em árabe: القرآنية, al-Qurʾāniyya) é um movimento islâmico que sustenta a crença de que o Alcorão é a única fonte válida de crença religiosa, orientação e lei no Islã. Os coranistas acreditam que o Alcorão é claro, completo e que pode ser plenamente compreendido sem recorrer aos hadiths e sunnah. Portanto, eles usam o próprio Alcorão para interpretar o Alcorão, um princípio exegético conhecido como tafsir al-Qur'an bi al-Qur'an.
Em questões de fé, jurisprudência e legislação, os coranistas diferem dos sunitas, que consideram os hadiths, opiniões acadêmicas, opiniões atribuídas aos sahaba, ijma e qiyas, e a autoridade legislativa do Islã em questões de lei e credo além do Alcorão. Cada seita do Islã que defende os hadiths possui sua própria coleção distinta de hadiths nos quais seus seguidores confiam, as diferenças das quais são rejeitadas por outras seitas apesar dessas coleções se sobreporem em grande parte, enquanto os coranistas, que criticam os hadiths, rejeitam todas as coleções diferentes de hadiths e não têm nenhum deles. Ao contrário dos seguidores dos hadiths, que acreditam que a obediência ao profeta islâmico Muhammad significa obediência aos hadiths, os coranistas acreditam que a obediência a Muhammad significa obediência ao Alcorão. Essa diferença metodológica levou a divergências consideráveis entre os coranistas e tanto os sunitas quanto os xiitas (as duas maiores seitas no Islã) em questões de teologia e lei, bem como na compreensão do Alcorão.
Os coranistas datam suas crenças desde a época de Muhammad, que, segundo eles, proibiu a escrita de hadiths. Como acreditam que os hadiths, embora não sejam fontes confiáveis de religião, podem ser usados como referência para ter uma ideia sobre eventos históricos, eles destacam várias narrações sobre o Islã primitivo para apoiar suas crenças, incluindo aquelas atribuídas ao califa Umar (r. 634–644) e durante os califados Omíada e Abássida. Figuras notáveis que promulgaram as crenças coranistas incluem Chiragh Ali, Muhammad Tawfiq Sidqi, Ahmed Subhy Mansour, Maitatsine, Mohamed Talbi, Kassim Ahmad, Rashad Khalifa, Yaşar Nuri Öztürk, Edip Yuksel e Hassan al-Maliki. Houve organizações coranistas significativas em países como Índia, Cazaquistão, Malásia, Nigéria, Tunísia e Estados Unidos. No século XXI, a rejeição coranista dos hadiths ganhou aderência entre os muçulmanos modernistas que desejam descartar qualquer hadith que acreditem contradizer o Alcorão.

## Terminologia
"Coranistas" (em árabe: القرآنية, romanizado: al-Qurʾāniyya) também são referidos como "reformistas" ou "muçulmanos progressistas", bem como "Quraniyoon" (aqueles que se atribuem apenas ao Alcorão).

## Doutrina
Os coranistas acreditam que o Alcorão é claro, completo e que pode ser plenamente compreendido sem recorrer aos hadiths e sunnah. Portanto, eles usam o próprio Alcorão para interpretar o Alcorão:
Uma análise literal e holística do texto de uma perspectiva contemporânea e aplicando o princípio exegético de tafsir al-qur'an bi al-qur'an (explicando o Alcorão com o Alcorão) e o princípio jurisprudencial al-asl fi al-kalam al-haqiqah (a regra fundamental da fala é a literalidade), sem refratar esse uso do Alcorão através da lente da história e da tradição.
Essa metodologia difere do tafsir bi'r-riwāyah, que é o método de comentar sobre o Alcorão usando fontes tradicionais, e do tafsir al-Qur'an bi-l-Kitab, que se refere à interpretação do Alcorão com ou através da Bíblia, geralmente referida em estudos corânicos como tawrat e iinjil.
Nos séculos seguintes à morte de Muhammad, os coranistas não acreditavam em naskh. A crença coranista do estudioso kufano Dirar ibn Amr o levou a negar o dajjal, o Castigo do Túmulo e a shafa'a no século VIII. Os comentários coranistas do estudioso egípcio Muhammad Abu Zayd o levaram a rejeitar a crença na isra e mi'raj no início do século XX. Em seu comentário racionalista do Alcorão publicado em 1930, que usa o próprio Alcorão para interpretar o Alcorão, ele afirmou que o verso 17:1 era uma alusão à Hégira e não à Isra e Mi'raj.
Syed Ahmad Khan argumentou que, enquanto o Alcorão permanecia socialmente relevante, a dependência do hadith limita o vasto potencial do Alcorão a uma situação cultural e histórica particular.
O grau em que os coranistas rejeitam a autoridade do hadith e sunnah varia, mas os grupos mais estabelecidos criticaram profundamente a autoridade do hadith e o rejeitam por muitas razões. A visão mais comum sendo a dos coranistas que dizem que o hadith não é mencionado no Alcorão como fonte de teologia e prática islâmica, não foi registrado em forma escrita até um século após a morte de Muhammad, e contém erros e contradições internas, bem como contradições com o Alcorão. Para os muçulmanos sunitas, a sunnah, ou seja, a sunnah (o caminho) do profeta, é uma das duas fontes primárias da lei islâmica, e embora o Alcorão tenha versículos ordenando aos muçulmanos que obedeçam ao Mensageiro, o Alcorão nunca fala sobre "sunnah" em conexão com Muhammad ou outros profetas. O termo sunnah aparece várias vezes, inclusive na frase sunnat Allah (caminho de Deus), mas não sunnat al-nabi (caminho do profeta) - a frase normalmente usada pelos defensores do hadith.
O conceito de tahrif também foi defendido por muçulmanos que seguem apenas o Alcorão, como Rashad Khalifa, que acreditava que as revelações anteriores de Deus, como a Bíblia, continham contradições devido à interferência humana. Em vez disso, ele acreditava que as crenças e práticas do Islã deveriam ser baseadas apenas no Alcorão.

### Diferenças com o Islã tradicional
Os coranistas acreditam que o Alcorão é a única fonte de lei religiosa e orientação no Islã e rejeitam a autoridade de fontes fora do Alcorão, como hadith e sunnah. Os coranistas sugerem que a grande maioria da literatura de hadith é falsificada e que o Alcorão critica o hadith tanto no sentido técnico quanto no sentido geral. Os coranistas afirmam que os sunitas e xiitas distorceram o significado dos versículos para apoiar suas agendas, especialmente em versículos sobre mulheres e guerra. Devido a essas diferenças na teologia, existem diferenças entre as práticas islâmicas tradicionais e coranistas.

#### Shahada (credo)
A shahada aceita por alguns coranistas é la ilaha illa'llah ("Não há divindade além de Deus"). No entanto, alguns coranistas consideram o verso corânico 2:131 como a shahada  adequada, com base no comando para "Submeter-se" e na resposta, "Eu me submeto ao Senhor dos mundos."

#### Salah (oração)
Entre os coranistas, podem ser encontradas diferentes visões sobre a oração ritual (salah). Alguns coranistas oram cinco vezes ao dia, como no Islã tradicional, enquanto outros oram duas ou três vezes ao dia. Alguns coranistas acreditam que é suficiente orar duas ou três vezes ao dia porque o Alcorão 11:114 diz "Estabeleça a oração, ó Profeta, nos extremos do dia e na parte inicial da noite."
Uma minoria de coranistas vê a palavra árabe ṣalāt como um contato espiritual ou uma devoção espiritual a Deus através da observância do Alcorão e da adoração a Deus, e portanto, não como um ritual padrão a ser realizado.
As bênçãos para Muhammad e Abraão, que fazem parte do ritual tradicional, não são praticadas pela maioria dos coranistas na chamada para a oração e na própria oração, argumentando que o Alcorão menciona que as orações são apenas para Deus, e o Alcorão diz aos crentes para não fazerem distinção entre nenhum mensageiro.
Há outras diferenças menores: para os coranistas, a menstruação não constitui um obstáculo para a oração, homens e mulheres podem orar juntos em uma mesquita e não há recuperação posterior uma vez que uma oração é perdida.

#### Wudu (ablução)
A ablução na oração (wudu) inclui apenas lavar o rosto, mãos até os cotovelos, e passar as mãos na cabeça e nos pés, pois apenas esses passos são mencionados no Alcorão 5:6.

#### Zakat (imposto religioso)
No Islã tradicional, dar zakat é um dever religioso e equivale a 2,5 por cento da renda anual. Os coranistas dão zakat com base nos versículos corânicos. Na opinião de muitos coranistas, o zakat deve ser pago, mas o Alcorão não especifica um percentual porque isso não aparece explicitamente no Alcorão. Outros coranistas concordam com os 2,5 por cento, mas não dão zakat anualmente, mas de cada dinheiro que ganham. Além da ideia tradicional de zakat, também há uma ideia alternativa de que o zakat em si não significa apenas dar caridade, mas purificar seu caráter através de obras retas, o que inclui dar caridade.

#### Sawm (jejum)
A maioria dos coranistas jejua durante todo o Ramadã, mas não vê o último dia do Ramadã como um dia sagrado.

#### Hajj (peregrinação)
Tradições extra-corânicas no hajj, como beijar ou abraçar a Pedra Negra e o apedrejamento simbólico do diabo ao jogar pedras, são rejeitadas e vistas como shirk pelos coranistas.

#### Ridda (apostasia)
De acordo com o hadith sunita, um muçulmano que deixa sua religião deve ser morto. No entanto, como os coranistas não aceitam hadith e nenhum comando para matar apóstatas pode ser encontrado no Alcorão, eles rejeitam esse procedimento. Além disso, 2:256, que declara que "não deve haver compulsão/pressão na religião", é levado em consideração e todos têm permissão para decidir livremente sobre sua religião.

#### Poligamia
Alguns movimentos coranistas permitem a poligamia apenas sob a condição da adoção de órfãos que têm mães e não querem perdê-los, já que o versículo em questão 4:3 estabeleceu a condição após a 'Batalha de Uhud', onde muitos dos companheiros masculinos foram martirizados; mas outros movimentos coranistas argumentam que, embora não seja explicitamente proibida, a poligamia é algo do passado porque as regulamentações contidas no Alcorão são muito rígidas e quase ninguém na Terra as cumpriu, portanto a poligamia não pode mais ser praticada. No caso extremamente raro em que possa ser praticada, há um limite estrito no número de esposas, que é quatro.

#### Jihad Militar
A maioria dos movimentos coranistas interpreta a jihad ou "guerra santa" como uma guerra exclusivamente defensiva, pois para eles, esse é o único tipo de guerra permitido no Alcorão. Uma guerra é "santa" apenas quando os muçulmanos são ameaçados em suas próprias terras. Portanto, ao contrário dos sunitas e dos salafis-jihadistas, para os coranistas, a "guerra santa" não se refere a uma guerra ofensiva contra países ou comunidades não muçulmanas em nenhuma circunstância.

#### Alimentação
Os coranistas podem comer alimentos preparados por cristãos e judeus, como afirmado no Alcorão, mas alguns coranistas acreditam que os animais criados por cristãos e judeus ainda devem ser abençoados antes de serem consumidos. De acordo com os coranistas, o Alcorão proíbe infligir dor ao animal durante seu abate, portanto, para eles, as técnicas de abate de animais no mundo ocidental são ilegítimas. Ao contrário dos sunitas, os coranistas podem comer com as duas mãos, mesmo com as mãos esquerdas, porque o Alcorão não proíbe isso.

#### Código de vestimenta
A vestimenta não desempenha um papel fundamental no Coranismo. Todos os movimentos coranistas concordam que o Islã não tem conjuntos de roupas tradicionais, exceto as regras descritas no Alcorão. Portanto, barbas e o hijab não são necessários.

#### Hadith
Os coranistas rejeitam completamente o hadith. Alguns coranistas acreditam que o hadith - embora não sendo fontes confiáveis de religião - podem ser usados como referência para ter uma ideia sobre eventos históricos. Eles argumentam que não há problema em usar o hadith para ter uma ideia comum da história, desde que não sejam considerados fatos históricos. Segundo eles, uma narração de hadith sobre história pode ser verdadeira ou falsa, mas uma narração de hadith adicionando regras à religião é sempre completamente falsa.Eles acreditam que a confiabilidade do narrador não é suficiente para dar credibilidade ao hadith, como é afirmado no Alcorão que Muhammad ele mesmo não pôde reconhecer quem era um crente genuíno e quem era um hipócrita. Além disso, os coranistas citam Sahih Muslim 3004 para argumentar que Muhammad proibiu qualquer hadith além do Alcorão.

#### Tafsir
Embora existam obras de tafsir coranistas, na maior parte os coranistas não têm tafsir e não acham que seja necessário. Eles acreditam que o Alcorão não dá a ninguém a autoridade para interpretar, porque, como declarado no Alcorão, Deus envia orientação individualmente.

#### Outros
Os seguintes aspectos podem ser citados como exemplos adicionais que, em comparação com o Islã tradicional, são rejeitados pelos coranistas ou considerados irrelevantes:
- Os coranistas veem a circuncisão como irrelevante; a circuncisão não é mencionada no Alcorão.
- Os coranistas veem o Eid al-Fitr (festival de quebra do jejum) e o Eid al-Adha (festival islâmico do sacrifício) apenas como feriados culturais, não sagrados.
- Os coranistas não consideram o hijab para mulheres como obrigatório.
- Os coranistas acreditam que a cremação é permitida no Islã, pois não há proibição no Alcorão contra a cremação, e que o enterro não é o único método islâmico aprovado por Deus.
- Os coranistas são estritamente contra a tortura.
- Os coranistas são estritamente contra apedrejamentos até a morte de adúlteros ou homossexuais porque o apedrejamento não é mencionado no Alcorão.
- Os coranistas são contra a proibição de música, canto, desenho, escultura e estátuas. Isso inclui desenhos de profetas.
- Os coranistas são contra a proibição de um homem usar ouro ou seda, raspar a barba, etc.
- Os coranistas não consideram os cães imundos ou para serem evitados.
- Os coranistas não acreditam no mahdi ou no dajjal, pois não são mencionados no Alcorão.

## História

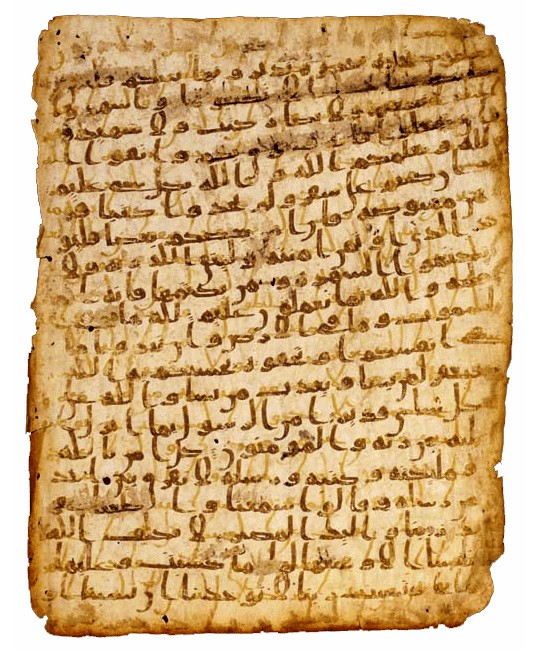
Sura al-Baqarah, versículos 282-286, de um antigo manuscrito do Alcorão escrito em pergaminho (meados do final do século 7 d.C.)

### Islã Primitivo
Os coranistas datam suas crenças até o tempo de Muhammad, que eles afirmam ter proibido a escrita de hadiths. Como eles acreditam que o hadith, embora não seja fontes confiáveis de religião, pode ser usado como referência para ter uma ideia sobre eventos históricos, eles apontam várias narrativas sobre o Islã primitivo para apoiar suas crenças. De acordo com uma dessas narrativas, o companheiro de Muhammad e o segundo califa Umar (r. 634–644) também proibiu a escrita de hadiths e destruiu coleções existentes durante seu reinado. Relatos semelhantes afirmam que quando Umar nomeou um governador para Kufa, ele lhe disse:
"Você estará indo para as pessoas de uma cidade para quem o zumbido do Alcorão é como o zumbido de abelhas. Portanto, não os distraia com os hadiths, e assim os envolva. Expõe o Alcorão e poupa o hadith do mensageiro de Deus!".
A centralidade do Alcorão na vida religiosa dos habitantes de Kufa que Umar descreveu estava mudando rapidamente, no entanto. Poucas décadas depois, uma carta foi enviada ao califa omíada Abd al-Malik ibn Marwan (r. 685–705) sobre os habitantes de Kufa:
"Eles abandonaram o julgamento de seu Senhor e tomaram hadiths como sua religião; e eles afirmam que obtiveram conhecimento além do Alcorão... Eles acreditavam em um livro que não era de Deus, escrito pelas mãos dos homens; eles então o atribuíram ao Mensageiro de Deus."
Nos anos seguintes, o tabu contra a escrita e o seguimento dos hadiths havia recuado a tal ponto que o califa omíada Umar ibn Abd al-Aziz (r. 717–720) ordenou a primeira coleção oficial de hadith. Abu Bakr ibn Muhammad ibn Hazm e Ibn Shihab al-Zuhri estavam entre aqueles que escreveram hadiths a pedido de Umar ibn Abd al-Aziz. Apesar da tendência em direção aos hadiths, o questionamento de sua autoridade continuou durante a dinastia Abássida e existiu durante o tempo de al-Shafi'i, quando um grupo conhecido como ahl al-kalam argumentou que o exemplo profético de Muhammad "é encontrado em seguir o Alcorão sozinho", em vez de hadith. A maioria dos hadiths, segundo eles, era mera conjectura, conjectura e bid'a, enquanto o livro de Deus era completo e perfeito, e não exigia que o hadith o completasse ou complementasse. Havia estudiosos proeminentes que rejeitavam hadiths tradicionais como Dirar ibn Amr. Ele escreveu um livro intitulado "A Contradição Dentro do Hadith". No entanto, a maré havia mudado dos séculos anteriores a tal ponto que Dirar foi espancado e teve que permanecer escondido até sua morte. Como Dirar ibn Amr, o estudioso Abu Bakr al-Asamm também tinha pouco uso para os hadiths.

### Século XIX
Na Ásia do Sul durante o século XIX, o movimento Ahl-i Quran formou-se parcialmente em reação ao Ahl-i Hadith, que consideravam estar colocando muito ênfase no hadith. Muitos adeptos do Ahl-i Quran da Ásia do Sul eram anteriormente adeptos do Ahl-i Hadith, mas se viram incapazes de aceitar certos hadiths. Abdullah Chakralawi, Khwaja Ahmad Din Amritsari, Chiragh Ali e Aslam Jairajpuri foram algumas das pessoas que promulgaram crenças coranistas na Índia na época.

### Século XX
No Egito, durante o início do século XX, as ideias dos coranistas como Muhammad Tawfiq Sidqi cresceram a partir das ideias reformistas de Muhammad Abduh, especificamente uma rejeição ao taqlid e um ênfase no Alcorão. Muhammad Tawfiq Sidqi, do Egito, sustentava "que nada do hadith foi registrado até que tempo suficiente tivesse passado para permitir a infiltração de numerosas tradições absurdas ou corruptas." Muhammad Tawfiq Sidqi escreveu um artigo intitulado al-Islam Huwa ul-Qur'an Wahdahu ('O Islã é apenas o Alcorão') que apareceu no jornal egípcio Al-Manar, que argumenta que o Alcorão é suficiente como orientação:
O que é obrigatório para o homem não vai além do Livro de Deus. Se algo além do Alcorão fosse necessário para a religião, o Profeta teria ordenado seu registro por escrito, e Deus teria garantido sua preservação. — Muhammad Tawfiq Sidqi
Assim como alguns de seus homólogos no Egito, como Muhammad Abu Zayd e Ahmed Subhy Mansour, alguns estudiosos reformistas no Irã que adotaram crenças coranistas vieram de instituições tradicionais de ensino superior. Shaykh Hadi Najmabadi, Mirza Rida Quli Shari'at-Sanglaji, Mohammad Sadeqi Tehrani e Ayatollah Borqei foram educados em universidades tradicionais xiitas em Najaf e Qom. No entanto, eles acreditavam que algumas crenças e práticas ensinadas nessas universidades, como a veneração de Imamzadeh e a crença em Raj'a, eram irracionais e supersticiosas e não tinham base no Alcorão. E em vez de interpretar o Alcorão através da lente do hadith, eles interpretaram o Alcorão com o Alcorão (tafsir al-qur'an bi al-qur'an). Essas crenças reformistas provocaram críticas de estudiosos xiitas tradicionais como o aiatolá Khomeini, que tentou refutar as críticas feitas por Sanglaji e outros reformistas em seu livro Kashf al-Asrar. As crenças centradas no Alcorão também se espalharam entre muçulmanos leigos como o iraniano-americano Ali Behzadnia, que se tornou vice-ministro da saúde e bem-estar e ministro interino da educação logo após a Revolução Iraniana. Ele criticou o governo no Irã por ser antidemocrático e totalmente alheio ao "Islã do Alcorão".
O coranismo também assumiu uma dimensão política no século XX, quando Muammar al-Gaddafi declarou o Alcorão como a constituição da Líbia. Gaddafi afirmou a transcendência do Alcorão como o único guia para o governo islâmico e a capacidade irrestrita de todo muçulmano de ler e interpretá-lo. Ele havia começado a atacar o estabelecimento religioso e vários aspectos fundamentais do Islã sunita. Ele denegriu os papéis dos ulamas, imãs e juristas islâmicos e questionou a autenticidade do hadith, e assim a sunnah, como base para a lei islâmica.
O coranismo também assumiu uma dimensão militante no século XX, com o movimento Yan Tatsine, fundado por Mohammed Marwa, mais conhecido pelo apelido de Maitatsine, que adotou publicamente o slogan "apenas o Alcorão" como fundamento da religião.

### Popularidade e Oposição

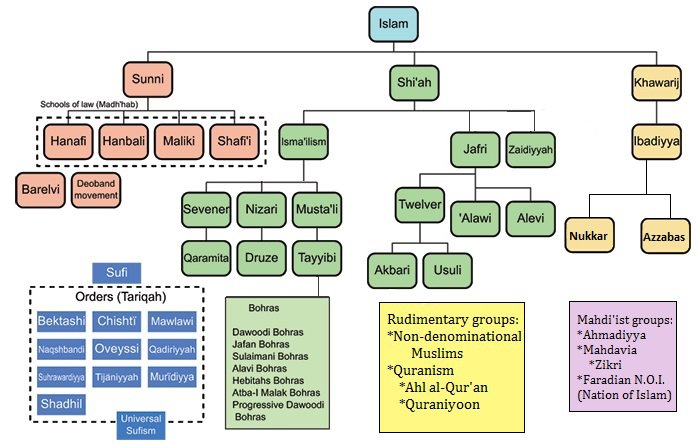
Diagrama mostrando os ramos do Sunismo, Xiismo, Ibadismo, Coranismo, Muçulmanos não-denominacionais, Ahmadiyya e Sufismo.

No século XXI, a rejeição coranista do hadith ganhou tração entre os muçulmanos modernistas que desejam descartar qualquer hadith que acreditam contradizer o Alcorão. Tanto os muçulmanos modernistas quanto os coranistas acreditam que os problemas no mundo islâmico vêm em parte dos elementos tradicionais do hadith e buscam rejeitar esses ensinamentos.
O coranismo tem sido criticado por sunitas e xiitas. A crença sunita é que "o Alcorão precisa da sunnah mais do que a sunnah precisa do Alcorão". O estabelecimento sunita e xiita argumenta que o Islã não pode ser praticado sem hadith.
As doutrinas coranistas cresceram em todo o mundo no século XXI, e os apoiadores enfrentaram oposição. Os coranistas foram rotulados como "descrentes", "animais", "apóstatas" e "hipócritas" em fatwas emitidas contra eles. Muitos autores coranistas que temem por suas vidas escrevem anonimamente através de pseudônimos.

#### Rússia
A disseminação das crenças coranistas na Rússia provocou a ira do establishment sunita. Em 2018, o Conselho de Muftis da Rússia emitiu uma fatwa contra o Coranismo. Os coranistas responderam à fatwa, denunciando as crenças pró-hadith do conselho.

#### Arábia Saudita
Em 2023, em uma grande mudança em relação ao Wahhabismo, o rei Salman bin Abdulaziz Al Saud ordenou o estabelecimento de uma autoridade em Medina para examinar o uso do hadith que é usado por pregadores e juristas para apoiar ensinamentos e éditos em todos os aspectos da vida. Segundo o Khmer Times, as reformas do príncipe herdeiro saudita Mohammed bin Salman (MBS) foram influenciadas pelo Coranismo.
Anteriormente, em 2018, o estudioso saudita coranista Hassan al-Maliki foi preso e condenado à pena de morte por suas opiniões políticas, uma delas de oposição à ideologia wahhabita saudita mais rigorosa e por promover ideias que foram descritas como "coranistas", "moderadas" e "tolerantes". Outros intelectuais sauditas, como Abd al-Rahman al-Ahdal, continuam a defender o abandono do hadith e um retorno ao Corão.

#### Turquia
Na Turquia, as ideias coranistas tornaram-se particularmente notáveis, com porções da juventude ou abandonando o Islã ou convertendo-se ao Coranismo. Houve uma significativa bolsa de estudos coranista na Turquia, com até mesmo professores de teologia coranista em universidades importantes, incluindo estudiosos como Yaşar Nuri Öztürk e Caner Taslaman.
Os coranistas responderam às críticas da Diretoria de Assuntos Religiosos da Turquia (Diyanet) com argumentos e os desafiaram para um debate.

#### Sudão
Em 2015, homens coranistas no Sudão foram presos e condenados à morte por reconhecerem o Corão e rejeitarem o hadith. Depois de serem presos por mais de cinco semanas, os homens foram libertados sob fiança.

## Organizações Notáveis

### Associação Internacional dos Muçulmanos Corânicos (AIMC)
A Associação Internacional dos Muçulmanos Corânicos (AIMC), ou Associação Internacional de Muçulmanos Coranistas, é uma organização coranista fundada pelo autor tunisiano, professor e islamologista Mohamed Talbi. A organização tem como objetivo promover o coranismo e combater a pregação do salafismo e wahhabismo.

### Izgi Amal
İzgi Amal (em cazaque: Ізгі амал) é uma organização coranista no Cazaquistão. Estima-se que tenha entre 70 a 80 mil membros. Seu líder, Aslbek Musin, é filho do ex-presidente da Majlis, Aslan Musin.
O primeiro verdadeiro coranista foi o Profeta Muhammad, que não seguiu nada além do Alcorão. Os coranistas não são uma nova direção nesse sentido. — Aslbek Musin

### Kala Kato
Kala Kato é um movimento coranistas cujos adeptos residem principalmente no norte da Nigéria, com alguns adeptos residindo no Níger. Kala Kato significa "o que o homem diz" na língua hausa, em referência aos ditos, ou hadiths, atribuídos postumamente a Muhammad. Kala Kato aceita apenas o Alcorão como autoritário e acredita que qualquer coisa que não seja Kala Allah, que significa "o que Deus diz" na língua hausa, é Kala Kato.

### Sociedade Quran Sunnat
A Sociedade Quran Sunnat é um movimento coranista originado na Índia. O movimento esteve por trás da primeira mulher a liderar orações congregacionais mistas na Índia. Mantém um escritório e sede no Kerala. Há uma grande comunidade de coranistas no estado de Kerala. Um de seus líderes, Jamida Beevi, também se manifestou contra a lei indiana de talaq triplo, que é em grande parte baseada na Lei de Aplicação da Lei Pessoal Muçulmana (Sharia) inspirada pelo sunismo, de 1937.As opiniões apresentadas por Ahmed Khan no século XIX serviu de base para a criação da Sociedade Quran Sunnat.

### Tolu-e-Islam
O movimento foi iniciado por Ghulam Ahmed Pervez. Ghulam Ahmed Pervez não rejeitou todos os hadiths; no entanto, ele aceitou apenas os hadiths que "estão de acordo com o Alcorão ou não mancham o caráter do Profeta ou de seus companheiros". A organização publica e distribui livros, panfletos e gravações dos ensinamentos de Pervez. O Tolu-e-Islam não pertence a nenhum partido político, nem pertence a nenhum grupo ou seita religiosa.

### United Submitters International
Nos Estados Unidos, no final do século XX, o bioquímico coranista egípcio Rashad Khalifa, conhecido como o descobridor do código do Alcorão (Código 19), que é um código matemático hipotético no Alcorão, desenvolveu uma doutrina teológica que influenciou coranistas em muitos outros países. Com a ajuda de computadores, ele realizou uma análise numérica do Alcorão, que segundo ele provou claramente que é de origem divina. O número 19, que é mencionado no capítulo 74 do Alcorão como sendo "um dos maiores milagres", desempenhou um papel fundamental, que segundo Khalifa pode ser encontrado em toda a estrutura do Alcorão. Alguns objetaram a essas crenças e, em 1990, Khalifa foi assassinado por alguém associado ao grupo sunita Jamaat ul-Fuqra.

A organização United Submitters International (USI), fundada por Khalifa, tem sua sede em Tucson, no Arizona, e publica um boletim mensal intitulado "Perspectiva do Submissor" desde 1985. O movimento popularizou a frase: "O Alcorão, o Alcorão inteiro e nada além do Alcorão". Entre aqueles influenciados pelas ideias de Khalifa estão Edip Yüksel, Ahmad Rashad e o juiz nigeriano Isa Othman.